# Abu Chattab al-Kurdi
Abu Chattab al-Kurdi (geb. im 20. Jahrhundert in Halabdscha; gest. 2014) war ein kurdischer Kommandant des Islamischen Staates.

## Persönliches Leben und Karriere
Abu Chattab al-Kurdi wurde in der Stadt Halabdscha nahe der iranischen Grenze geboren. Er schloss sich zunächst den Ansar al-Islam an, verließ sie jedoch und schloss sich 2014 dem Islamischen Staat an, als Abu Bakr al-Baghdadi dessen Gründung ankündigte. Später wurde er Kommandeur des IS und wurde bekannt, nachdem der IS ein 24-minütiges Propagandavideo veröffentlicht hatte, das vollständig auf Kurdisch verfasst war und in dem Abu Chattab, sein 9-jähriger Sohn und viele andere maskierte kurdische IS-Kämpfer zu sehen waren, die versprachen „das Kalifat nach Kurdistan bringen“ und „den Atheismus der KDP und PUK beenden“. Abu Chattab war einer der Anführer bei der Schlacht um Kobanê. Nach Angaben kurdischer, irakischer und syrischer Beamter kämpften einige Kurden, angeführt von Abu Chattab, für IS und versorgten sie mit geografischen Informationen und boten Hilfe bei der Übersetzung an.

## Tod
Abu Chattab war einer der wichtigsten Anführer bei der Schlacht um Kobanê. Kurz nachdem der Islamische Staat weitere Propagandabilder von Abu Chattab in kurdischer Kleidung veröffentlicht hatte, während er vor den Leichen säkularer Kurden stand, wurde Abu Khattab am 17. November 2014 im Dorf Tell Bakr von YPG-Kämpfern angegriffen. 28 weitere ISIS-Kämpfer wurden getötet, darunter zwei weitere Kommandeure Abu Ali al-Askari und Abu Mohammed al-Masri.